# Marquesado de Fiel Pérez Calixto
El marquesado de Fiel Pérez Calixto es un título nobiliario español creado el 6 de abril de 1894 por el rey Alfonso XIII a favor de María del Carmen de la Rocha y Pérez. Se trata de una continuación del Marquesado de Casa Fiel Pérez Calisto, que había desaparecido en Ecuador.

## Marqueses de Fiel Pérez Calixto
|                           | Titular                              | Periodo                   |
| Creación por Alfonso XIII | Creación por Alfonso XIII            | Creación por Alfonso XIII |
| ------------------------- | ------------------------------------ | ------------------------- |
| I                         | María del Carmen de la Rocha y Pérez | 1894-1926                 |
| II                        | Pedro Francisco Lacave y de la Rocha | 1926-1927                 |
| III                       | Pedro Lacave y Patero                | 1927-2001                 |
| IV                        | Juan Lacave y Patero                 | 2001-2005                 |
| V                         | Juan Lacave y Vergara                | 2005-actual titular       |

## Historia de los Marqueses de Fiel Pérez Calixto
- María del Carmen de la Rocha y Pérez († en 1926), I marquesa de Fiel Pérez Calixto.

1. Casó con Lorenzo Lacave y Perrot. Le sucedió su hijo:

- Pedro Francisco Lacave y de la Rocha, II marqués de Fiel Pérez Calixto.

1. Casó con Josefa Patero y d'Echecopart.
2. Casó con María Isabel Bayo y Zuloaga. Le sucedió, en 1927, de su primer matrimonio, su hijo:

- Pedro Lacave y Patero (n. en 1916), III marqués de Fiel Pérez Calixto. Le sucedió, en 2001, su hermano:

- Juan Lacave y Patero (1920-2005), IV marqués de Fiel Pérez Calixto.

1. Casó con María de las Mercedes Vergara y Ramos-Catalina. Le sucedió, en 2005, su hijo:

- Juan Lacave y Vergara (n. en 1949), V marqués de Fiel Pérez Calixto.

1. Casó con Olga María Quintana Drake.